# Saison 2018-2019 de la Section paloise
Cette page présente la saison 2018-2019 de la Section paloise  en Top 14 et en challenge européen.

## Staff technique 2018-2019
| Nom                                            | Poste                                                                | Nationalité sportive |
| ---------------------------------------------- | -------------------------------------------------------------------- | -------------------- |
| Simon Mannix (jusqu'au 16 avril 2019)          | Manager sportif                                                      | Nouvelle-Zélande     |
| Carl Hayman (jusqu'au 5 janvier 2019)          | Entraîneur (avants)                                                  | Nouvelle-Zélande     |
| Nicolas Godignon (à partir du 5 janvier 2019)  | Entraîneur (avants)                                                  | France               |
| Frédéric Manca                                 | Entraîneur (arrières)                                                | France               |
| Conrad Smith                                   | Entraîneur (défense)                                                 | Nouvelle-Zélande     |
| Elliot Corcoran Paddy O'Sullivan               | Analystes vidéo                                                      | Irlande              |
| Andrés Bordoy (jusqu'en novembre 2018)         | Responsable du secteur de la mêlée et assistant préparateur physique | Argentine            |
| Paul Tito (à partir de novembre 2018)          | Consultant de la touche                                              | Nouvelle-Zélande     |
| Christophe Savio                               | Responsable de la performance                                        | France               |
| Simon Hardy                                    | Responsable de la touche                                             | Angleterre           |
| Roxan Bernard Jean-Luc Albert                  | Préparateurs physique                                                | France               |
| Philippe Pouget Christophe Roulet              | Médecins                                                             | France               |
| Mathieu Vignera Adrian Roudiere Camille Mahieu | Kinésithérapeute                                                     | France               |

## Effectif 2018-2019
| Nom                       | Poste            | Naissance         | Nationalité sportive | Sélections (points) | Dernier club          | Contrat            |
| ------------------------- | ---------------- | ----------------- | -------------------- | ------------------- | --------------------- | ------------------ |
| Lourens Adriaanse         | Pilier           | 5 février 1986    | Afrique du Sud       |                     | Sharks                | 2017-2020          |
| Nicolas Corato            | Pilier           | 7 octobre 1997    | France               | -                   | FC Auch               | Espoir             |
| Thomas Domingo            | Pilier           | 20 août 1985      | France               |                     | ASM Clermont          | 2017-2019+1        |
| Malik Hamadache           | Pilier           | 17 octobre 1988   | Algérie              |                     | SC Albi               | 2016-2021          |
| Jamie Mackintosh          | Pilier           | 20 février 1985   | Nouvelle-Zélande     |                     | Montpellier HR        | 2016-2019          |
| Geoffrey Moïse            | Pilier           | 20 août 1991      | Portugal             | -                   | Formé au club         | 2020 (Espoir)      |
| Matt Tierney              | Pilier           | 4 juillet 1996    | Canada               |                     | Ontario Blues         | 2015-2019 (Espoir) |
| Quentin Lespiaucq-Brettes | Talonneur        | 16 février 1995   | France               | -                   | US Dax                | 2020               |
| Lucas Rey                 | Talonneur        | 27 avril 1997     | France               | -                   | Formé au club         | 2021 (Espoir)      |
| Laurent Bouchet           | Talonneur        | 27 avril 1997     | France               | -                   | FC Grenoble           | 2020               |
| Dan Malafosse             | Deuxième ligne   | 14 janvier 1992   | France               | -                   | Stade montois         | 2018-2021          |
| Julien Delannoy           | Deuxième ligne   | 15 juin 1995      | France               | -                   | Montpellier HR        | 2018-2021          |
| Fabrice Metz              | Deuxième ligne   | 23 janvier 1991   | France               |                     | Racing 92             | 2016-2021          |
| Dave Foley                | Deuxième ligne   | 16 mai 1988       | Irlande              | [ 1 ]               | Munster Rugby         | 2017-2019          |
| Daniel Ramsay             | Deuxième ligne   | 1er juin 1984     | Nouvelle-Zélande     | -                   | Otago RFU             | 2012-2020          |
| Antoine Erbani            | Troisième ligne  | 7 février 1990    | France               | -                   | SU Agen               | 2018-2021          |
| Martin Puech              | Troisième ligne  | 14 décembre 1988  | France               | -                   | Colomiers             | 2017-????          |
| Pierrick Gunther          | Troisième ligne  | 16 octobre 1989   | France               | -                   | US Oyonnax            | 2016-2021          |
| Ben Mowen                 | Troisième ligne  | 1er décembre 1984 | Australie            |                     | Montpellier HR        | 2016-2019          |
| Giovanni Habel Kuffner    | Troisième ligne  | 9 janvier 1995    | France               | -                   | Formé au club         | 2015-2020 (Espoir) |
| Baptiste Pesenti          | Troisième ligne  | 3 juillet 1997    | France               | -                   | Montpellier HR        | 2016-2019 (Espoir) |
| Paddy Butler              | Troisième ligne  | 1er décembre 1990 | Irlande              | -                   | Munster Rugby         | 2015-2019          |
| Peter Saili               | Troisième ligne  | 4 janvier 1988    | Nouvelle-Zélande     | -                   | Union Bordeaux Bègles | 2017-2020          |
| Lekima Tagitagivalu       | Troisième ligne  | 4 décembre 1995   | Fidji                | -                   | Formé au club         | 2015-2021 (Espoir) |
| Sean Dougall              | Troisième ligne  | 28 octobre 1989   | Irlande              | -                   | Munster Rugby         | 2015-2019          |
| Steffon Armitage          | Troisième ligne  | 20 septembre 1985 | Angleterre           |                     | RC Toulon             | 2016-2018          |
| Julien Blanc              | Demi de mêlée    | 4 octobre 1992    | France               | -                   | AS Béziers            | 2018-2021          |
| Thibault Daubagna         | Demi de mêlée    | 20 mai 1994       | France               | -                   | Formé au club         | 2020               |
| Christopher Kaiser        | Demi de mêlée    | 22 mai 1996       | France               | -                   | Formé au club         | (Espoir)           |
| Clovis Le Bail            | Demi de mêlée    | 29 novembre 1995  | France               | -                   | Formé au club         | Espoir             |
| Antoine Hastoy            | Demi d'ouverture | 4 juin 1997       | France               | -                   | Formé au club         | 2014-2021 (Espoir) |
| Colin Slade               | Demi d'ouverture | 10 octobre 1987   | Nouvelle-Zélande     |                     | Crusaders             | 2015-2018          |
| Tom Taylor                | Demi d'ouverture | 11 mars 1989      | Nouvelle-Zélande     |                     | RC Toulon             | 2016               |
| Julien Fumat              | Centre           | 26 mars 1987      | France               | -                   | Formé au club         | 2005-2021          |
| Benson Stanley            | Centre           | 11 septembre 1984 | Nouvelle-Zélande     |                     | ASM Clermont          | 2017-2019          |
| Jale Vatubua              | Centre           | 30 août 1991      | Fidji                |                     | Rebels                | 2012-2019          |
| Florian Nicot             | Centre           | 30 septembre 1986 | France               | -                   | Colomiers             | 2017-20??          |
| Pierre Dupouy             | Centre           | 14 octobre 1996   | France               | -                   | FC Auch               | 2017(Espoir)       |
| Pierre Nueno              | Centre           | 15 mai 1996       | France               | -                   | Avenir Bizanos        | Espoir             |
| Atila Septar              | Centre           | 2 juin 1996       | France               | -                   | ASM Clermont          | 2018-2021          |
| Bastien Pourailly         | Ailier           | 15 mars 1994      | France               | -                   | Formé au club         | 2020               |
| Marvin Lestremau          | Ailier           | 19 juillet 1996   | France               | -                   | Formé au club         | 2020 (Espoir)      |
| Adrien Planté             | Ailier           | 21 avril 1985     | France               |                     | ASM Clermont          | 2017-2019          |
| Watisoni Votu             | Ailier           | 25 mars 1985      | Fidji                |                     | USA Perpignan         | 2015-2019          |
| Frank Halai               | Ailier           | 6 mars 1988       | Nouvelle-Zélande     |                     | Wasps                 | 2017-2019          |
| Charly Malié              | Arrière          | 5 novembre 1991   | Espagne              |                     | US Montauban          | 2015-2020          |
| Tom Taylor                | Arrière          | 11 mars 1989      | Nouvelle-Zélande     |                     | RC Toulon             | 2016-2019          |
| Jesse Mogg                | Arrière          | 8 juin 1989       | Australie            |                     | Montpellier HR        | 2018-2021          |
| Mathias Colombet          | Arrière          | 1er mai 1997      | France               | -                   | Formé au club         | Espoir             |

## Calendrier et résultats
| Date du match      | Domicile              | Extérieur             | Score   | Lieu du match               | Catégorie             | Classement |
| ------------------ | --------------------- | --------------------- | ------- | --------------------------- | --------------------- | ---------- |
| 25 août 2018       | Union Bordeaux-Bègles | Section paloise       | 41-19   | Stade Jacques Chaban-Delmas | 1re journée de Top 14 | 12         |
| 1er septembre 2018 | Section paloise       | RC Toulon             | 20-10   | Stade du Hameau             | 2e journée de Top 14  | 8          |
| 9 septembre 2018   | FC Grenoble           | Section paloise       | 21 - 24 | Stade des Alpes             | 3e journée de Top 14  | 6          |
| 15 septembre 2018  | Section paloise       | ASM Clermont Auvergne | 23 - 27 | Stade du Hameau             | 4e journée de Top 14  | 8          |
| 23 septembre 2018  | Section paloise       | Stade français Paris  | 13 - 25 | Stade du Hameau             | 5e journée de Top 14  | 10         |
| 30 septembre 2018  | SU Agen               | Section paloise       | 25 - 28 | Stade Armandie              | 6e journée de Top 14  | 10         |
| 6 octobre 2018     | Section paloise       | USA Perpignan         | 12 - 9  | Stade du Hameau             | 7e journée de Top 14  | 10         |
| 27 octobre 2018    | Racing 92             | Section paloise       | 48 - 28 | Paris La Défense Arena      | 8e journée de Top 14  | 10         |
| 3 novembre 2018    | Castres Olympique     | Section paloise       | 37 - 10 | Stade Pierre-Fabre          | 9e journée de Top 14  | 10         |
| 24 novembre 2018   | Section paloise       | Stade toulousain      | 13 - 15 | Stade du Hameau             | 10e journée de Top 14 | 10         |
| 1er décembre 2018  | Lyon OU               | Section paloise       | 30 - 10 | Matmut Stadium Gerland      | 11e journée de Top 14 | 11         |
| 22 décembre 2018   | Section paloise       | Stade rochelais       | 23 - 28 | Stade du Hameau             | 12e journée de Top 14 | 11         |
| 30 décembre 2018   | Montpellier HR        | Section paloise       | 41 - 13 | GGL Stadium                 | 13e journée de Top 14 | 12         |
| 5 janvier 2019     | Section paloise       | Union Bordeaux-Bègles | 40 - 23 | Stade du Hameau             | 14e journée de Top 14 | 10         |
| 26 janvier 2019    | USA Perpignan         | Section paloise       | 24 - 30 | Stade Aimé Giral            | 15e journée de Top 14 | 10         |
| 16 février 2019    | Section paloise       | Castres Olympique     | 9 - 14  | Stade du Hameau             | 16e journée de Top 14 | 10         |
| 23 février 2019    | RC Toulon             | Section paloise       | 38 - 11 | Stade Mayol                 | 17e journée de Top 14 | 11         |
| 2 mars 2019        | Section paloise       | SU Agen               | 27 - 17 | Stade du Hameau             | 18e journée de Top 14 | 11         |
| 17 mars 2019       | ASM Clermont Auvergne | Section paloise       | 27 - 14 | Stade Marcel-Michelin       | 19e journée de Top 14 | 11         |
| 23 mars 2019       | Section paloise       | Montpellier HR        | 15 - 24 | Stade du Hameau             | 20e journée de Top 14 | 11         |
| 7 avril 2019       | Section paloise       | Lyon OU               | 24 - 27 | Stade du Hameau             | 21e journée de Top 14 | 11         |
| 13 avril 2019      | Stade rochelais       | Section paloise       | 71 - 21 | Stade Marcel Deflandre      | 22e journée de Top 14 | 11         |
| 27 avril 2019      | Section paloise       | Racing 92             | 29 - 27 | Stade du Hameau             | 23e journée de Top 14 | 11         |
| 4 mai 2019         | Stade toulousain      | Section Paloise       | 83 - 6  | Stade Ernest-Wallon         | 24e journée de Top 14 | 11         |
| 18 mai 2019        | Section paloise       | FC Grenoble           | 22 - 0  | Stade du Hameau             | 25e journée de Top 14 | 11         |
| 25 mai 2019        | Stade français Paris  | Section Paloise       | 31 - 17 | Stade Jean-Bouin            | 26e journée de Top 14 | 11         |

| Rang | Club                  | J  | V  | N | D  | Bo | Bd | Pm  | Pe  | Diff | Pts |
| ---- | --------------------- | -- | -- | - | -- | -- | -- | --- | --- | ---- | --- |
| 1    | Stade toulousain      | 26 | 21 | 2 | 3  | 9  | 1  | 820 | 508 | +312 | 98  |
| 2    | ASM Clermont          | 26 | 16 | 3 | 7  | 9  | 4  | 828 | 535 | +293 | 83  |
| 3    | Lyon OU               | 26 | 17 | 1 | 8  | 7  | 1  | 683 | 525 | +158 | 78  |
| 4    | Racing 92             | 26 | 15 | 1 | 10 | 8  | 4  | 750 | 563 | +187 | 74  |
| 5    | Stade rochelais       | 26 | 16 | 0 | 10 | 6  | 1  | 719 | 616 | +103 | 71  |
| 6    | Montpellier HR        | 26 | 14 | 1 | 11 | 6  | 6  | 659 | 546 | +113 | 70  |
| 7    | Castres olympique (T) | 26 | 15 | 0 | 11 | 4  | 5  | 508 | 499 | +9   | 69  |
| 8    | Stade français Paris  | 26 | 14 | 0 | 12 | 4  | 4  | 583 | 579 | +4   | 64  |
| 9    | RC Toulon             | 26 | 12 | 0 | 14 | 6  | 3  | 572 | 542 | +30  | 57  |
| 10   | Union Bordeaux Bègles | 26 | 12 | 1 | 13 | 4  | 3  | 618 | 711 | -93  | 57  |
| 11   | Section paloise       | 26 | 9  | 0 | 17 | 2  | 5  | 501 | 763 | -262 | 43  |
| 12   | SU Agen               | 26 | 8  | 1 | 17 | 0  | 4  | 431 | 654 | -223 | 38  |
| 13   | FC Grenoble (P)       | 26 | 5  | 2 | 19 | 0  | 5  | 448 | 691 | -243 | 29  |
| 14   | USA Perpignan (P)     | 26 | 2  | 0 | 24 | 0  | 4  | 433 | 821 | -388 | 12  |

### Challenge européen
Dans le Challenge européen, la Section paloise fait partie de la poule 2 et est opposée aux Anglais des Worcester Warriors, aux Français du Stade français, et aux Gallois des Ospreys.
| Date du match    | Domicile           | Extérieur          | Score   | Lieu du match              | Catégorie                         | Classement (pts) |
| ---------------- | ------------------ | ------------------ | ------- | -------------------------- | --------------------------------- | ---------------- |
| 13 octobre 2018  | Ospreys            | Section Paloise    | 27-0    | Liberty Stadium, Swansea   | 1re journée du Challenge européen | 4 (0)            |
| 20 octobre 2018  | Section Paloise    | Stade français     | 21 - 15 | Stade du Hameau            | 2e journée du Challenge européen  | 3 (4)            |
| 7 décembre 2018  | Section paloise    | Worcester Warriors | 21 - 6  | Stade du Hameau            | 3e journée du Challenge européen  | 3 (8)            |
| 15 décembre 2018 | Worcester Warriors | Section paloise    | 27 - 3  | Sixways Stadium, Worcester | 4e journée du Challenge européen  | 3 (8)            |
| 11 janvier 2019  | Stade français     | Section paloise    | 35 - 14 | Stade Jean-Bouin, Paris    | 5e journée du Challenge européen  | 3 (8)            |
| 19 janvier 2019  | Section paloise    | Ospreys            | 26 - 21 | Stade du Hameau            | 6e journée du Challenge européen  | 3 (13)           |

| Rang | Équipe               | J | V | N | D | Em | Ee | Bo | Bd | Pm  | Pe  | Diff | Pts |
| ---- | -------------------- | - | - | - | - | -- | -- | -- | -- | --- | --- | ---- | --- |
| 1    | Worcester Warriors   | 6 | 5 | 0 | 1 | 19 | 16 | 2  | 0  | 150 | 125 | +25  | 22  |
| 2    | Ospreys              | 6 | 2 | 0 | 4 | 18 | 12 | 2  | 3  | 141 | 105 | +36  | 13  |
| 3    | Section paloise      | 6 | 3 | 0 | 3 | 12 | 16 | 1  | 0  | 89  | 127 | -38  | 13  |
| 4    | Stade français Paris | 6 | 2 | 0 | 4 | 16 | 21 | 2  | 2  | 140 | 163 | -23  | 12  |

## Statistiques

### Championnat de France
Meilleurs réalisateurs
| Rang | Joueur | Poste | Points | Essais | Transf. | Pén. | Drops |
| ---- | ------ | ----- | ------ | ------ | ------- | ---- | ----- |
| 1    | -      | -     | -      | -      | -       | -    | -     |
| 2    | -      | -     | -      | -      | -       | -    | -     |
| 3    | -      | -     | -      | -      | -       | -    | -     |

Meilleurs marqueurs
| Rang | Joueur | Poste | Essais |
| ---- | ------ | ----- | ------ |
| 1    | -      | -     | -      |
| 2    | -      | -     | -      |
| 3    | -      | -     | -      |
| 4    | -      | -     | -      |
| 5    | -      | -     | -      |

### Coupe d'Europe
Meilleurs réalisateurs
| Rang | Joueur | Poste | Points | Essais | Transf. | Pén. | Drops |
| ---- | ------ | ----- | ------ | ------ | ------- | ---- | ----- |
| 1    | -      | -     | -      | -      | -       | -    | -     |
| 2    | -      | -     | -      | -      | -       | -    | -     |
| 3    | -      | -     | -      | -      | -       | -    | -     |

Meilleurs marqueurs
| Rang | Joueur | Poste | Essais |
| ---- | ------ | ----- | ------ |
| 1    | -      | -     | -      |
| 2    | -      | -     | -      |
| 3    | -      | -     | -      |
| 4    | -      | -     | -      |
| 5    | -      | -     | -      |